# Iglesia de San Antón (Bilbao)
La iglesia de San Antón (en euskera: San Anton eliza), denominación popular de San Antonio Abad, que es su advocación precisa, es un templo católico de estilo gótico de finales del siglo XV sito en la ciudad vizcaína de Bilbao, en  el País Vasco (España). Su historia y ubicación, a orillas de la ría de Bilbao, junto al puente del mismo nombre, el mercado de la Ribera y  el viejo Ayuntamiento, en pleno Casco Viejo, le convierten en el más popular templo bilbaíno, hasta el punto de que aparece retratado en el escudo de la villa.

## Historia

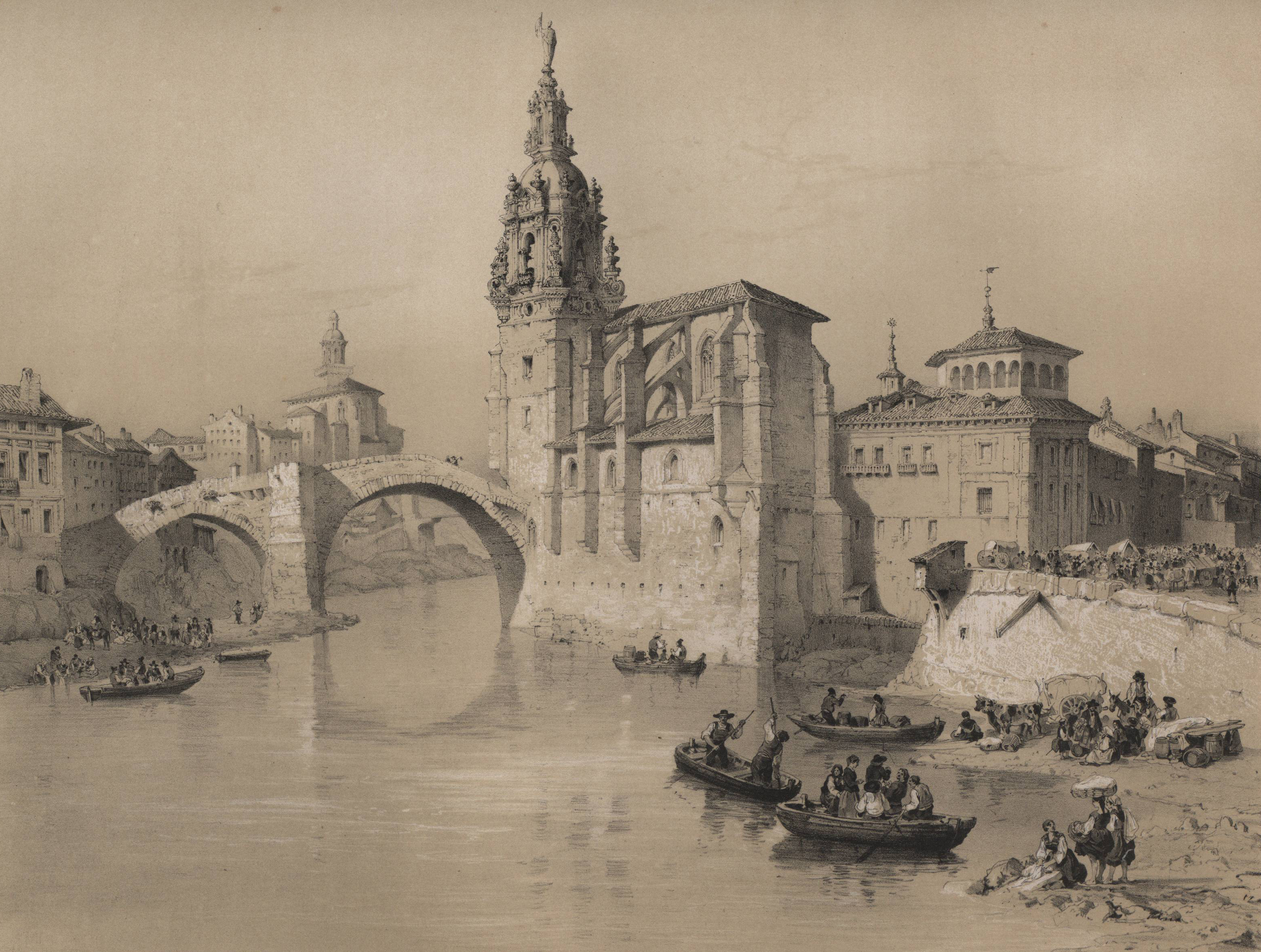
Vista de la iglesia en el tercer volumen de España artística y monumental (1850) dibujada por Genaro Pérez de Villaamil.

Casi trescientos años antes de levantarse la iglesia ya existía en el mismo solar una lonja o almacén de mercancías fluviales. Cuando en 1300 don Diego López V de Haro, undécimo señor de Vizcaya, otorgó Carta Puebla a los pobladores de la ribera del río Ibaizábal, la antigua lonja fue incorporada al recinto urbano recién creado. En 1334 Alfonso XI de Castilla construyó en el lugar un alcázar y una muralla defensiva que hacía también las veces de dique contra las inundaciones. Los cimientos de esta muralla se localizaron en las excavaciones arqueológicas realizadas en 2002 y actualmente pueden verse tras el altar de la iglesia.

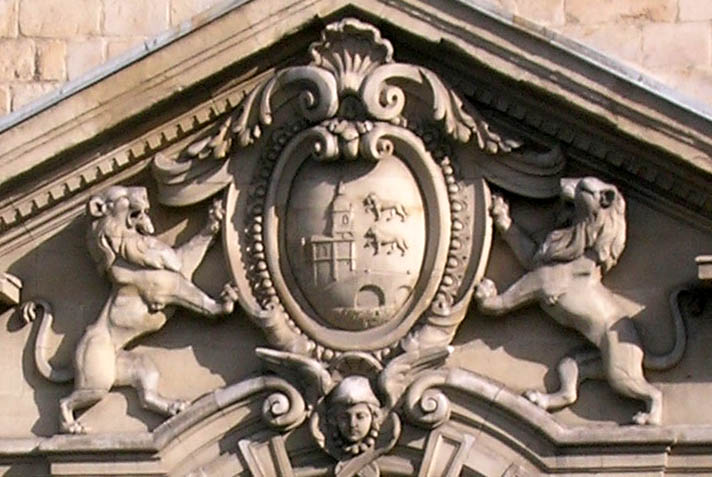
La iglesia de San Antón como emblema heráldico de la villa, en un escudo del frontón de la iglesia de San Nicolás.

Esta zona de muralla y el alcázar fueron demolidos pronto para levantar en su lugar una iglesia dedicada a san Antonio Abad y que fue consagrada en 1433. Se trataba de una construcción de una sola nave, planta rectangular y cubierta abovedada. Detrás del altar de la iglesia actual, superpuestos a los restos de la muralla, pueden verse los cimientos de la cabecera de este templo anterior, de forma poligonal y construida con sillares rectangulares de arenisca. La primera iglesia estuvo en servicio unas cinco décadas, ya que en 1478 se proyectó su ampliación al quedarse pequeña para acoger a una feligresía en continuo crecimiento. La segunda fábrica, de traza aún gótica y planta casi cuadrangular, quedaría concluida, en su estructura básica, en los primeros años del siglo XVI, hacia 1510.
El pórtico principal, de estilo renacentista, fue trazado en 1544 por Juan de Garita y resuelto entre 1546 y 1548 por el equipo de escultores que comandaba el franco-flamenco Guiot de Beaugrant. Su balconada fue realizada en 1559 por el cantero Juan de Láriz. Góticas-renacentistas, del segundo tercio del XVI, son las tres capillas adosadas a la nave del Evangelio (septentrional), la más pequeña de las cuales es contigua al pórtico. El campanario, barroco, fue trazado por Juan de Iturburu y contratado por Manuel de Capelastegui, quien concluyó la obra en 1775. Las últimas incorporaciones fueron el pórtico auxiliar, la sacristía y los despachos parroquiales, que rodean la iglesia por su muro este. Fueron realizados en 1902 en estilo neogótico según diseño del arquitecto Enrique de Epalza.
Desde sus orígenes y hasta el siglo XIX, el interior de la iglesia fue utilizado como cementerio. El templo ha sufrido varias calamidades en su historia, la última en las catastróficas inundaciones de 1983, que se llevaron buena parte de su mobiliario interior y arrancaron puertas y verjas. El 17 de julio de 1984 San Antón fue declarado Bien de Interés Cultural con la categoría de Monumento Histórico-Artístico Nacional.

## Descripción

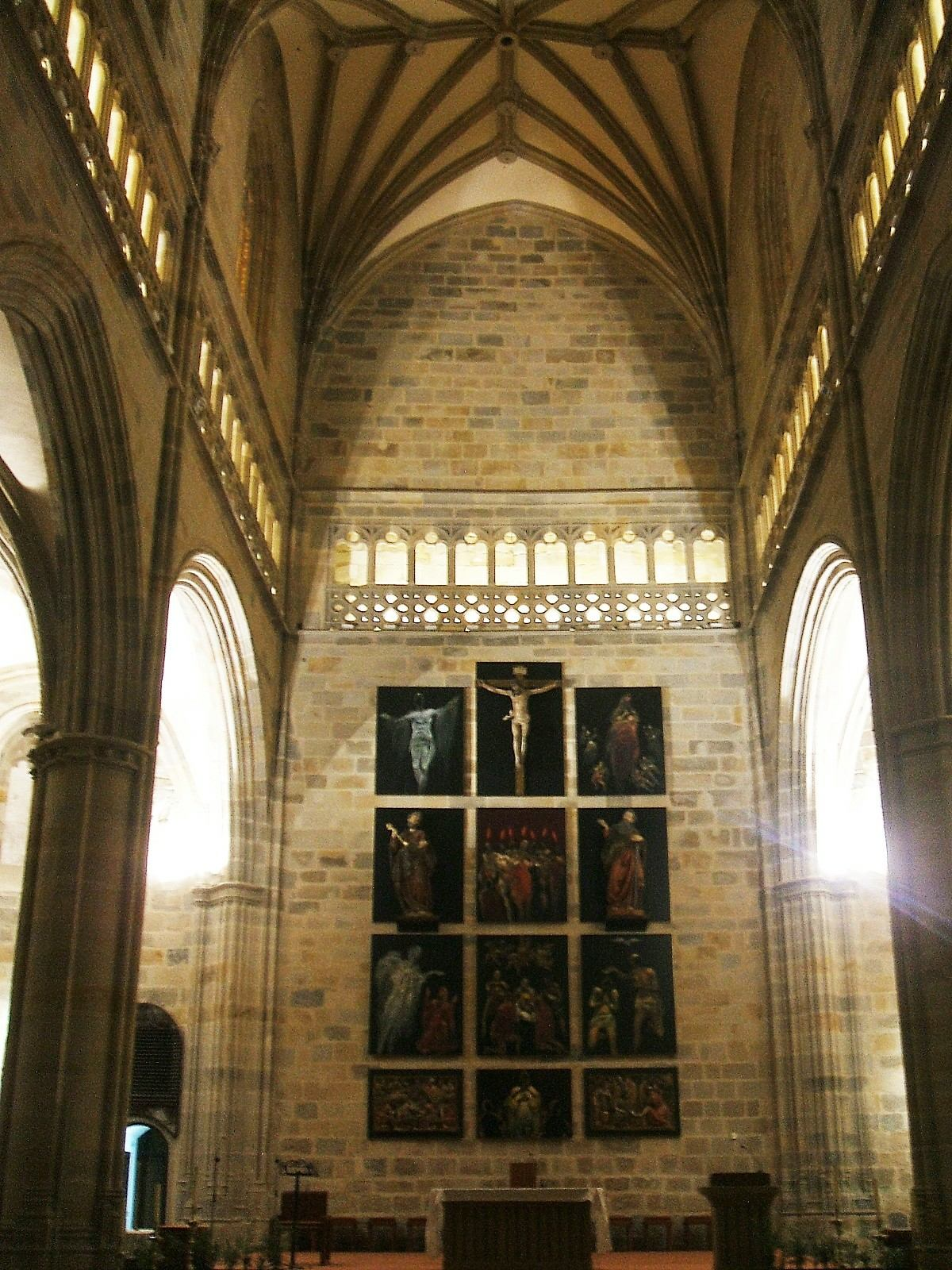
Cabecera de la iglesia.

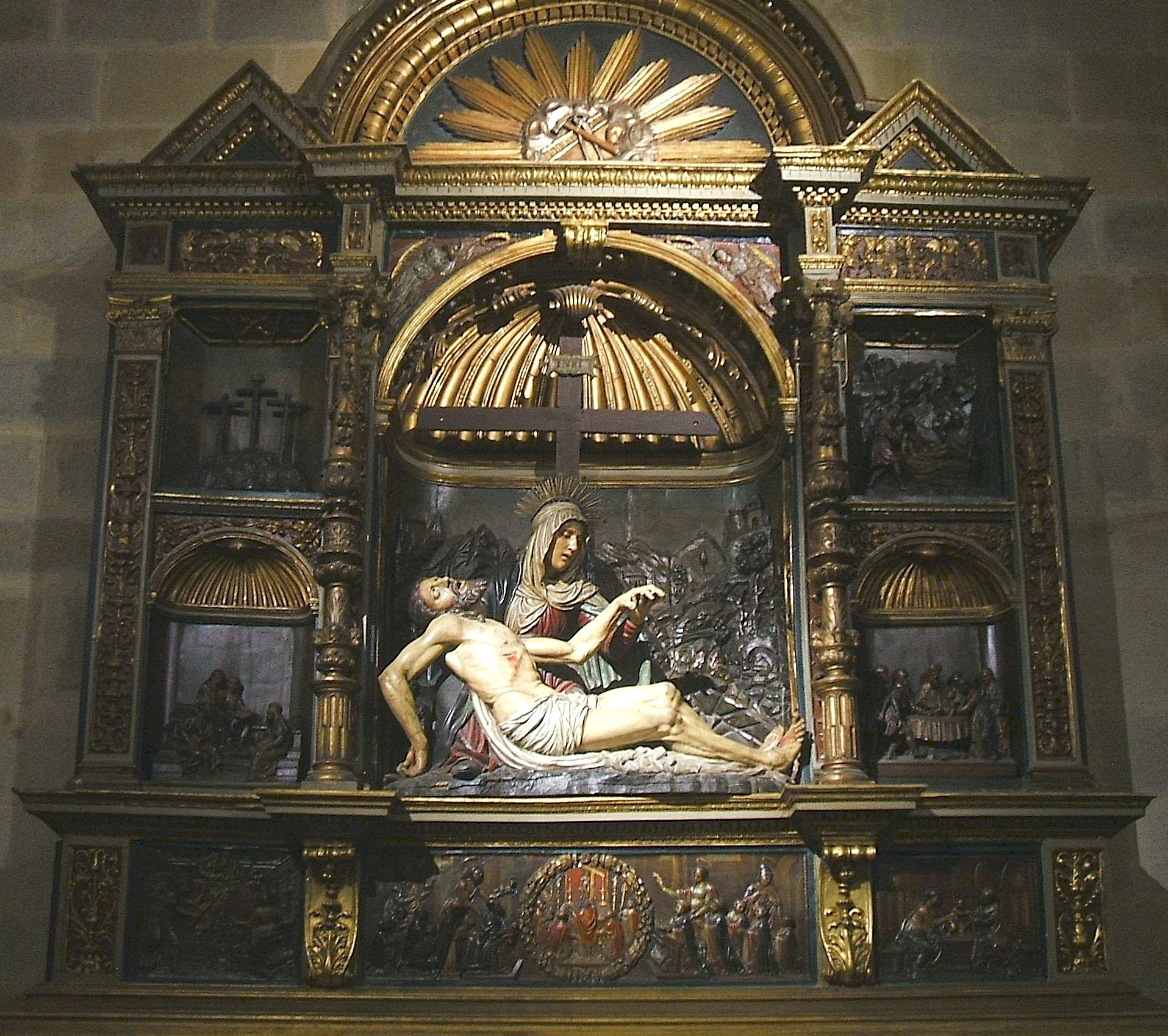
Retablo de la Piedad.

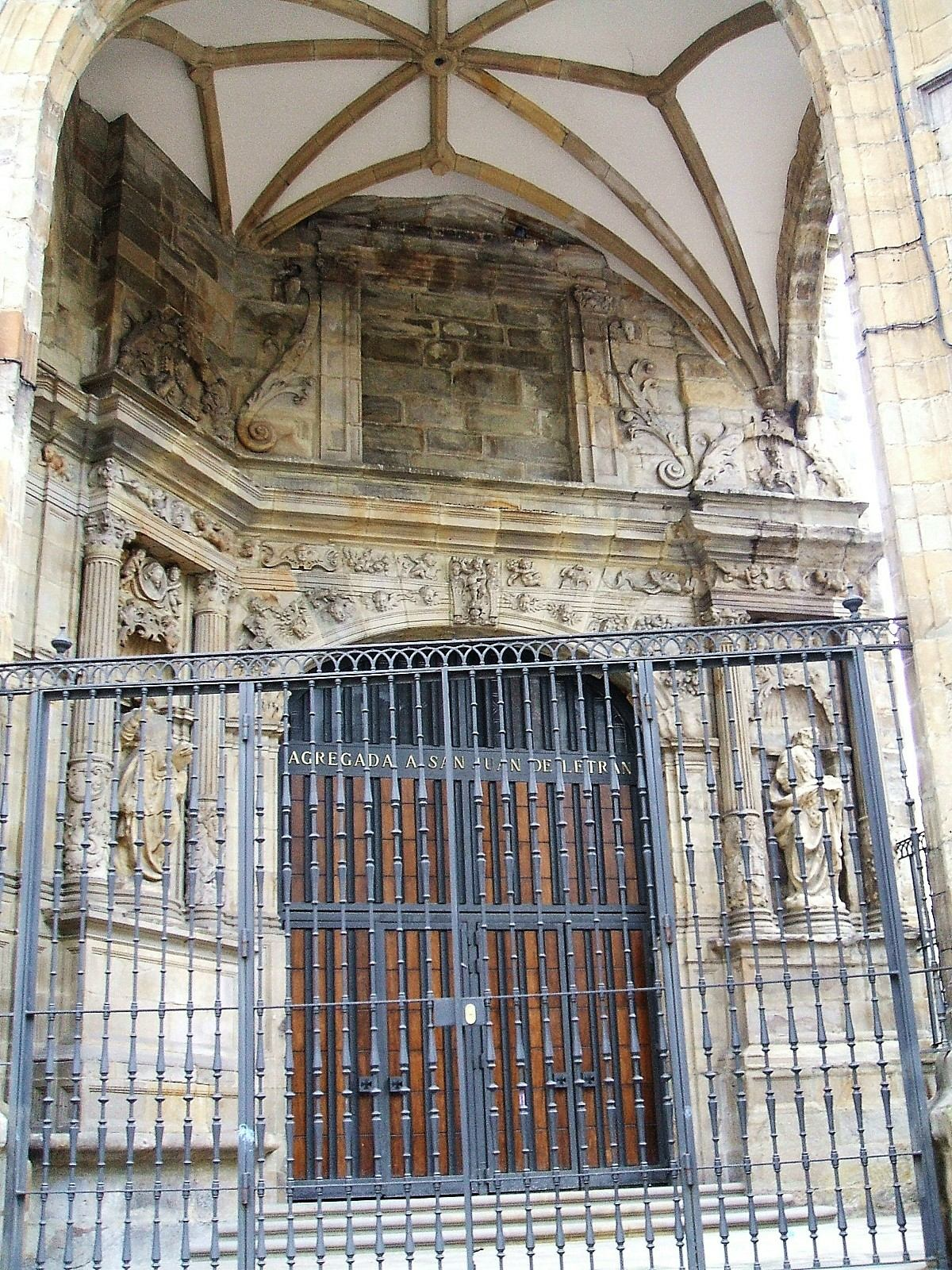
Pórtico.

El templo actual consta de tres naves escalonadas con cuatro tramos cada una y cubiertas de bóveda de crucería, simple en las naves laterales y compuesta en la nave principal; la nervadura más elaborada, con dobles terceletes, cubre la capilla Mayor. Todos los arcos de sujeción son apuntados, salvo los del primer tramo, que son de medio punto. Los apoyos exentos son pilares de núcleo cilíndrico a los que se adosan columnas que recogen los nervios de la bóveda y pilastrillas para los arcos formeros. A los muros se adosan semi-pilares de planteamiento similar. Todos ellos llevan capiteles corridos lisos salvo los de la nave del Evangelio (septentrional), decorados con bolas. Sólo las ménsulas del primer tramo de la nave opuesta y las que se encuentran bajo el coro rompen con esta austeridad, y se ornamentan con motivos zoológicos.
En los muros que cierran la nave central, bajo las ventanas, se sitúa el triforio, de estrechas proporciones, en forma de galería corrida, que cruza también el lienzo de pared que cierra la capilla Mayor. Su traza es casi idéntica a la del triforio de la Catedral de Santiago. Como características peculiares, el templo carece de ábside y presenta cabecera recta, mientras que el testero de la nave sur forma un chaflán destinado a dejar paso a las aguas de la ría.
El retablo mayor es un conjunto sin mazonería que consta de doce elementos: siete pinturas realizadas por el artista bilbaíno contemporáneo Ignacio García Ergüin e, intercaladas entre ellas, cinco motivos escultóricos, a saber: en la predela, dos relieves representando el Lavatorio de los Pies y la Última Cena; en el cuerpo intermedio, dos bultos redondos de San Pedro y San Pablo; y en el lugar del ático, un Cristo crucificado. Los dos bultos y los dos relieves formaban parte de un desaparecido retablo romanista correspondiente a los últimos años del siglo XVI, ejecutado por Esteban de Velasco según trazas de Martín Ruiz de Zubiate. El Cristo es una talla anterior, de la primera fase del renacimiento español. Inmediata al presbiterio, junto a la puerta de entrada, se dispone una talla en madera policromada de San Antón, gótica del siglo XV.
Las tres capillas particulares fueron costeadas y construidas, en este orden, por los prebostes Lezama-Leguizamón, Martínez de Recalde e Ibaseta.
La capilla de Santa Lucía es la más antigua y su documentación se remonta a 1530. A finales del siglo XVII pasó a ser la capilla oficial del Consulado. Su acceso desde la nave se cierra mediante una notable reja del XVII, de dos cuerpos, rematada en airosa crestería con el escudo del preboste Leguizamón. Preside la misma un retablo rococó del último tercio del XVIII, que aloja una imagen de la Inmaculada y una talla de santa Águeda en el ático, resto de un retablo de Antonio Alloitiz labrado en 1664. En sus laterales se disponen dos lienzos de los patronos de Vizcaya, san Ignacio de Loyola y san Valentín de Berriochoa, obras realizadas por el pintor Manuel Losada en 1907. En uno de los muros cuelga un lienzo de mediados del XVII que representa la circuncisión de Jesús, aunque situándola sorprendentemente en el establo de Belén, y no en el templo, como es tradicional.
La capilla de Nuestra Señora de la Piedad se comunica con la anterior. Su fundación data de 1554, aunque el retablo y la reja son anteriores. Esta es de estilo renacentista y se fecha en 1538. Constituye una de las mejores muestras de la rejería renacentista de Vizcaya. El retablo de la Piedad es una destacada obra plateresca que muestra relación con el trabajo de Guiot de Beaugrant, quien pudo ser autor del motivo central, una expresiva imagen de la Piedad de la Virgen sosteniendo el cuerpo de Cristo muerto, pero no de los relieves de la predela y las calles laterales. A la izquierda del retablo, una pintura con la escena de la visita de san Antonio Abad a san Pablo Ermitaño, de mediados del XVII.
La capilla de San Roque es la última capilla y la más pequeña de las tres. El santo titular es representado en una grácil talla que se exhibe en un sepulcro en arco de triunfo, probablemente obra del escultor cortesano Juan Pascual de Mena, que debió de realizarla durante su estancia en Bilbao entre 1754 y 1756, al igual que el inmediato San Sebastián.
El coro, sito a los pies del templo, fue construido en el último cuarto del XVI con las intervenciones del maestro Domingo de Garita y el entallador Juan de Lete. Alberga un órgano Cavaille-Coll de París, fabricado en 1901. Bajo el coro se sitúan dos figuras de san Cosme y san Damián labradas en 1664 por el escultor Antonio de Alloitiz.
En el primer tramo de la nave de la Epístola, en un nicho de piedra, se encuentra un San Antonio de Padua con el Niño, obra rococó atribuida a Juan Pascual de Mena. A continuación viene un gran arco vaciado en el muro que cobija una copia moderna de la Virgen de Begoña, patrona de Vizcaya, imagen del escultor Larrea. A su derecha se contempla una pintura dedicada a la Asunción de la Virgen, obra quizá de finales del XVII.
El pórtico exterior es un airoso ejercicio arquitectónico en clave renacentista cargada de decoración con motivos fantásticos y mensajes iconográficos. Se resuelve en arco de triunfo carpanel entre pares de columnas que escoltan a san Pedro y san Pablo, y sobre ella, protegiéndola, va una tribuna o balcón miradero hacia la plaza.
El campanario barroco presenta cuerpo octogonal con pináculos sobre volutas en los ángulos, y cúpula y linterna rematada en giraldillo, una alegoría de la fe tallada por el cántabro Gerónimo de Argos. En el exterior de la nave de la Epístola (meridional) destacan el doble juego de arcos arbotantes que descargan las tensiones generadas por la nave central —que casi duplica la altura de las laterales— sobre dos contrafuertes elevados como pilastrones.

## Galería de imágenes

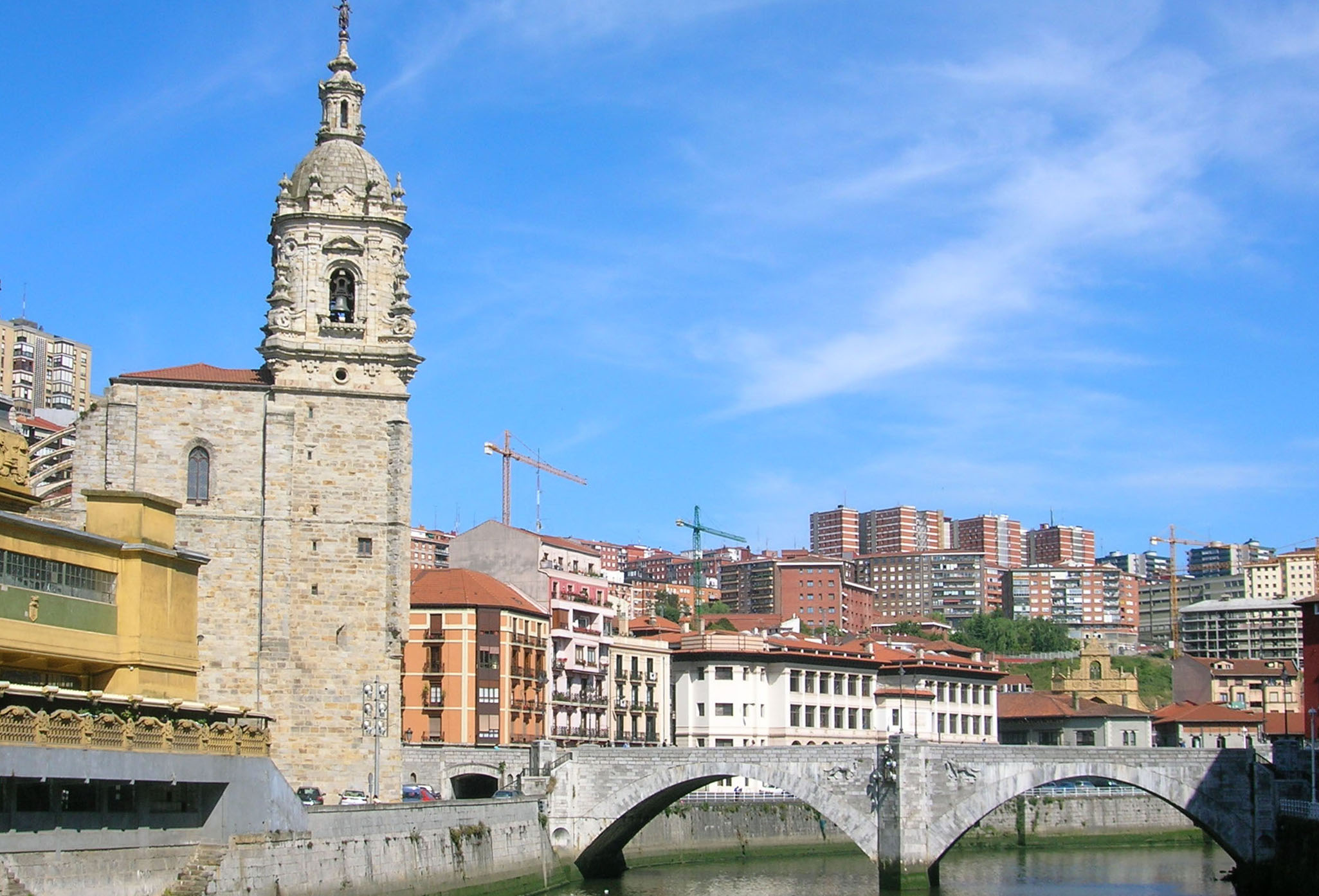
Vista de la iglesia a los pies de la ría
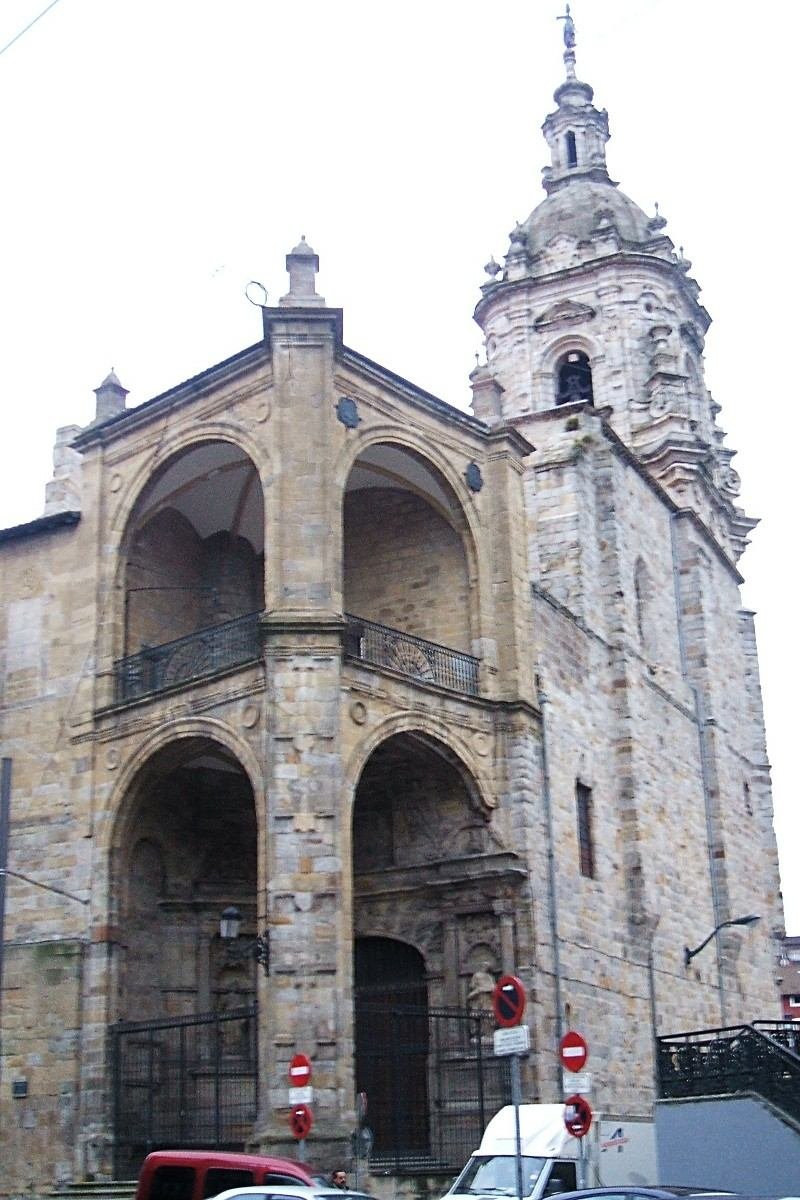
Pórtico y torre.
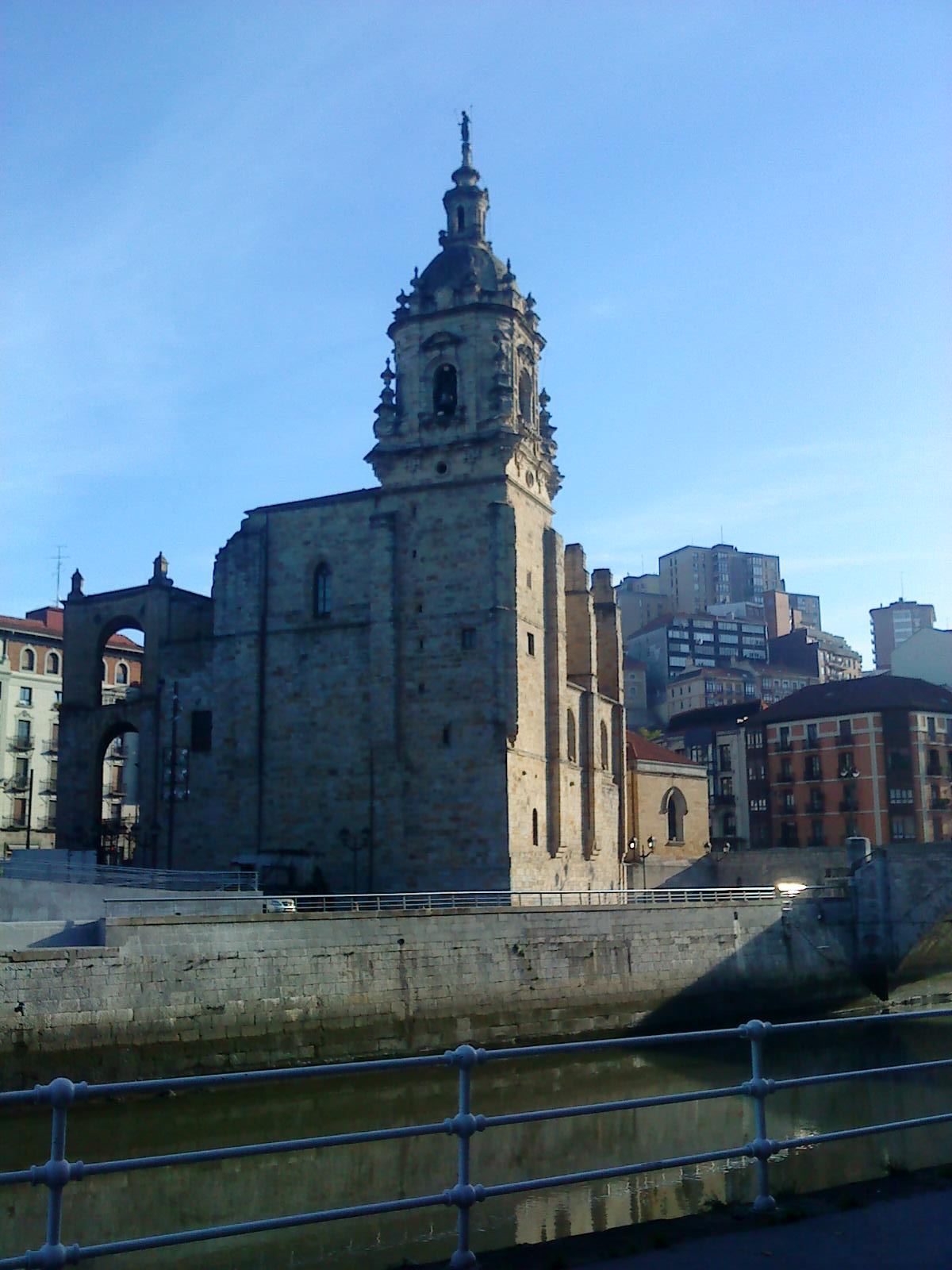
Torre sobre la ría.
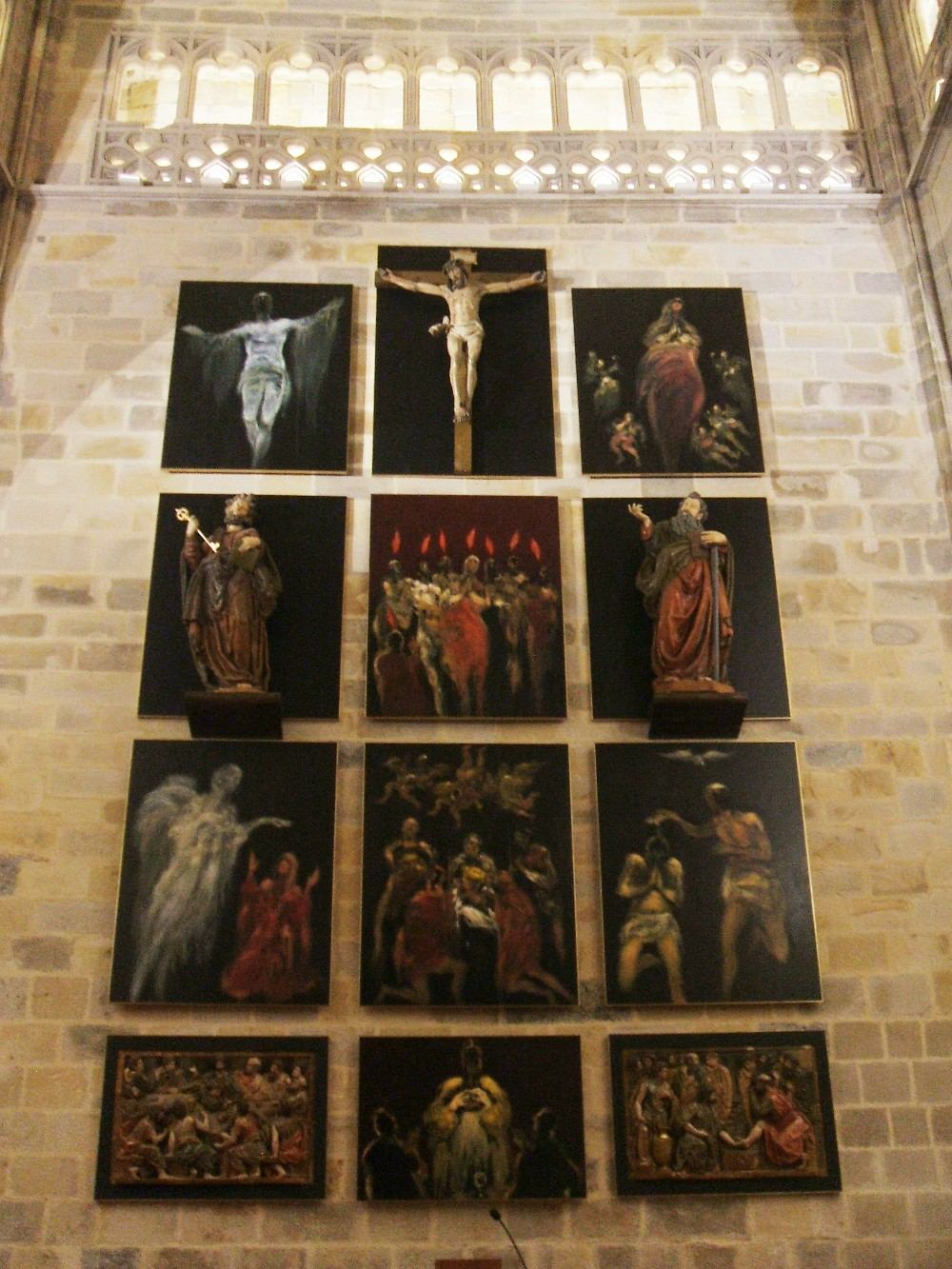
Retablo mayor.
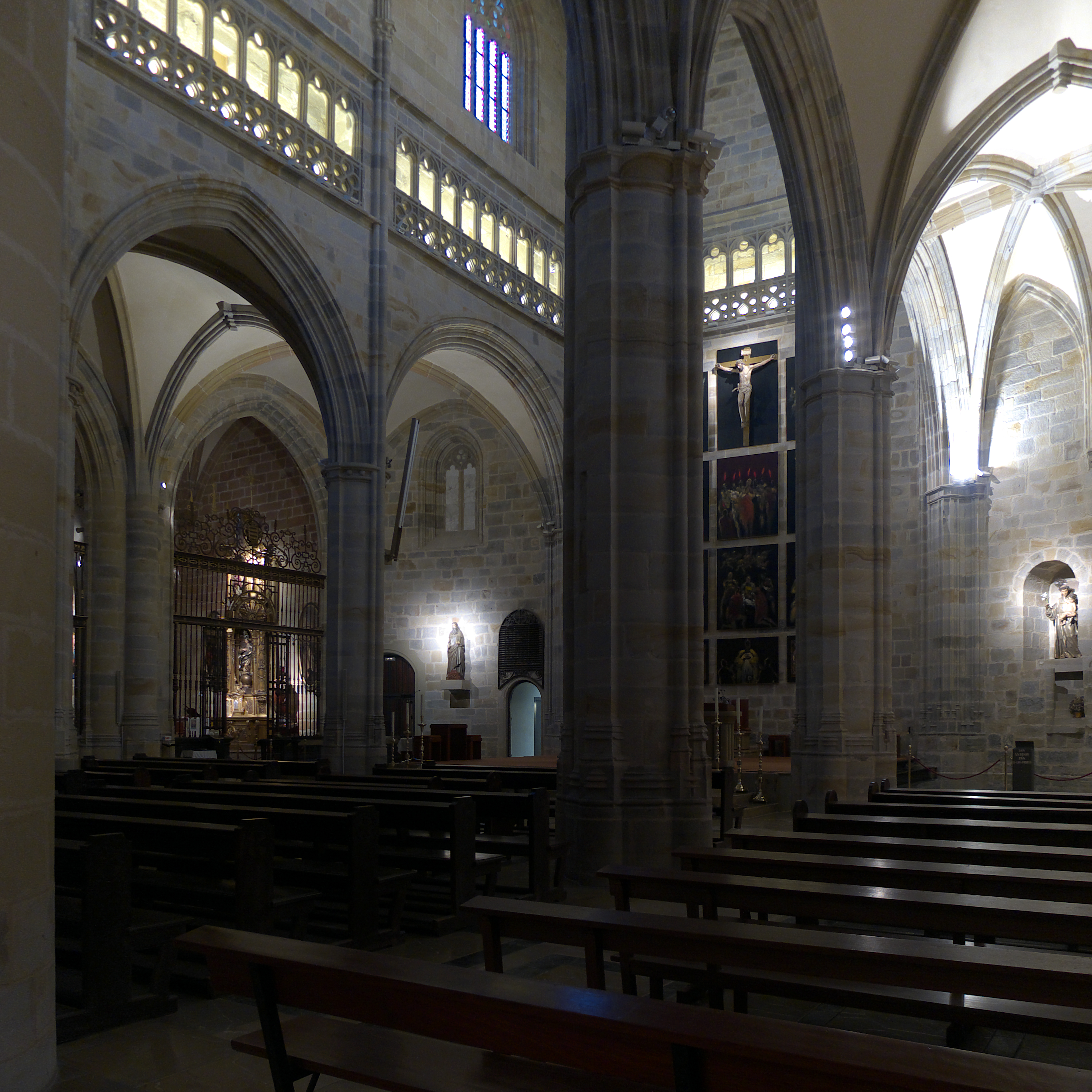
Interior
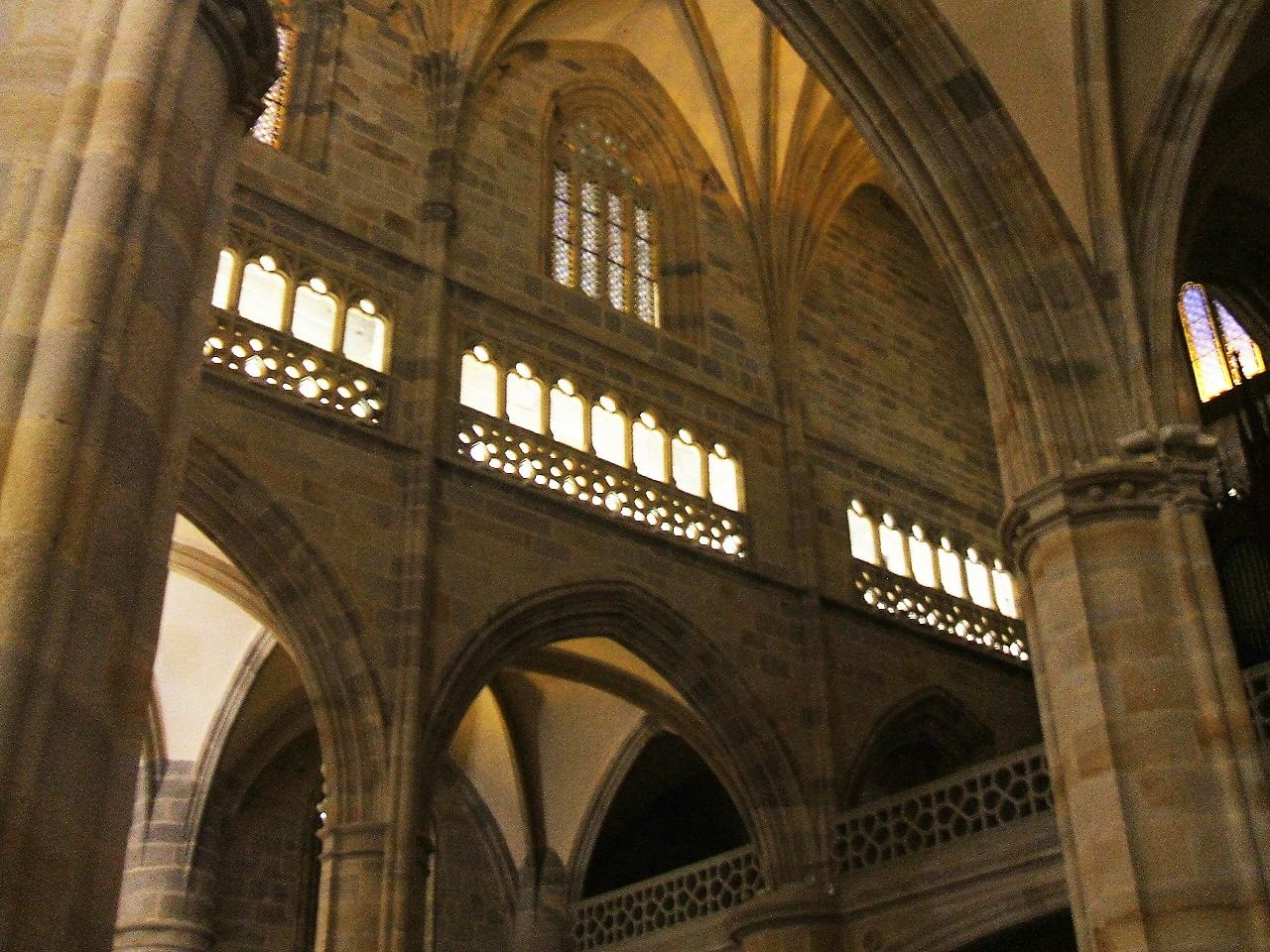
Coro y Nave de la Epístola.
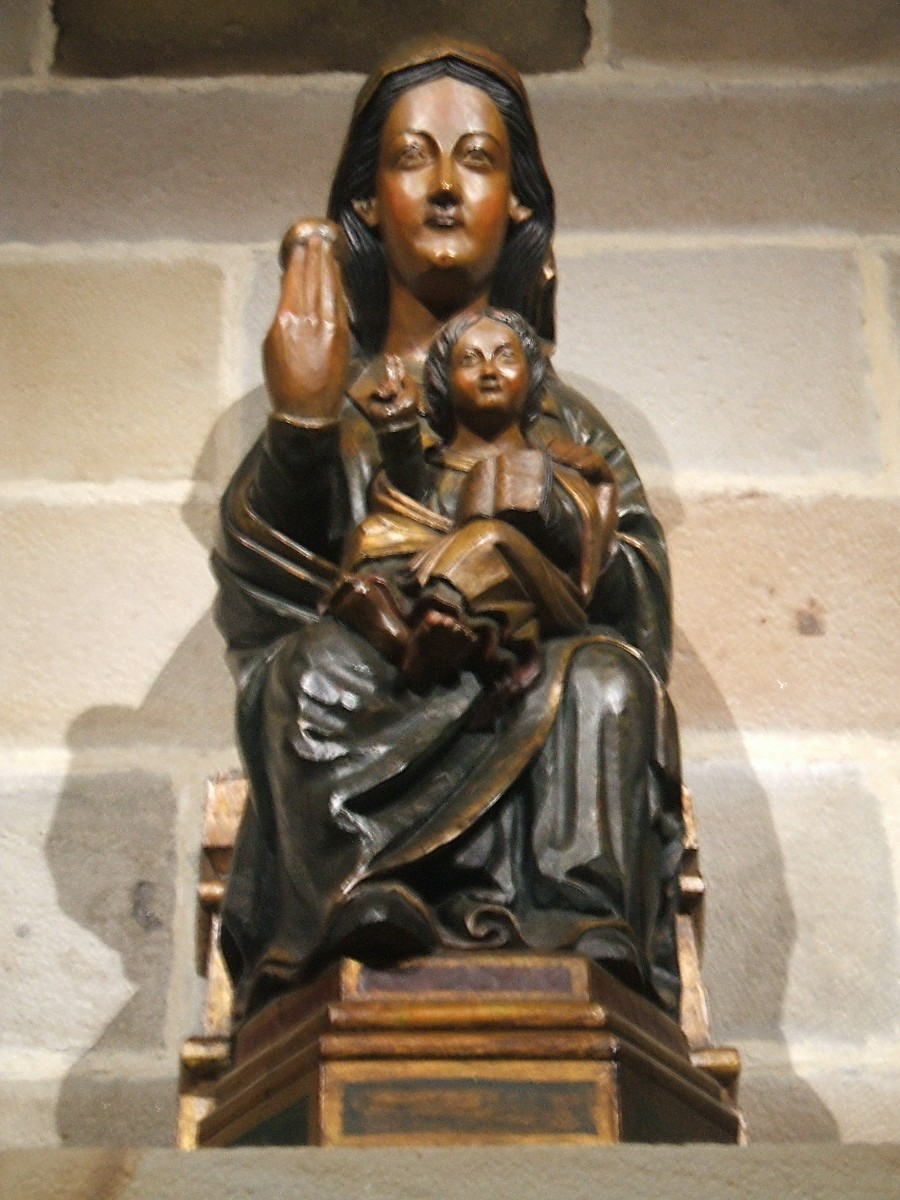
Virgen de Begoña.
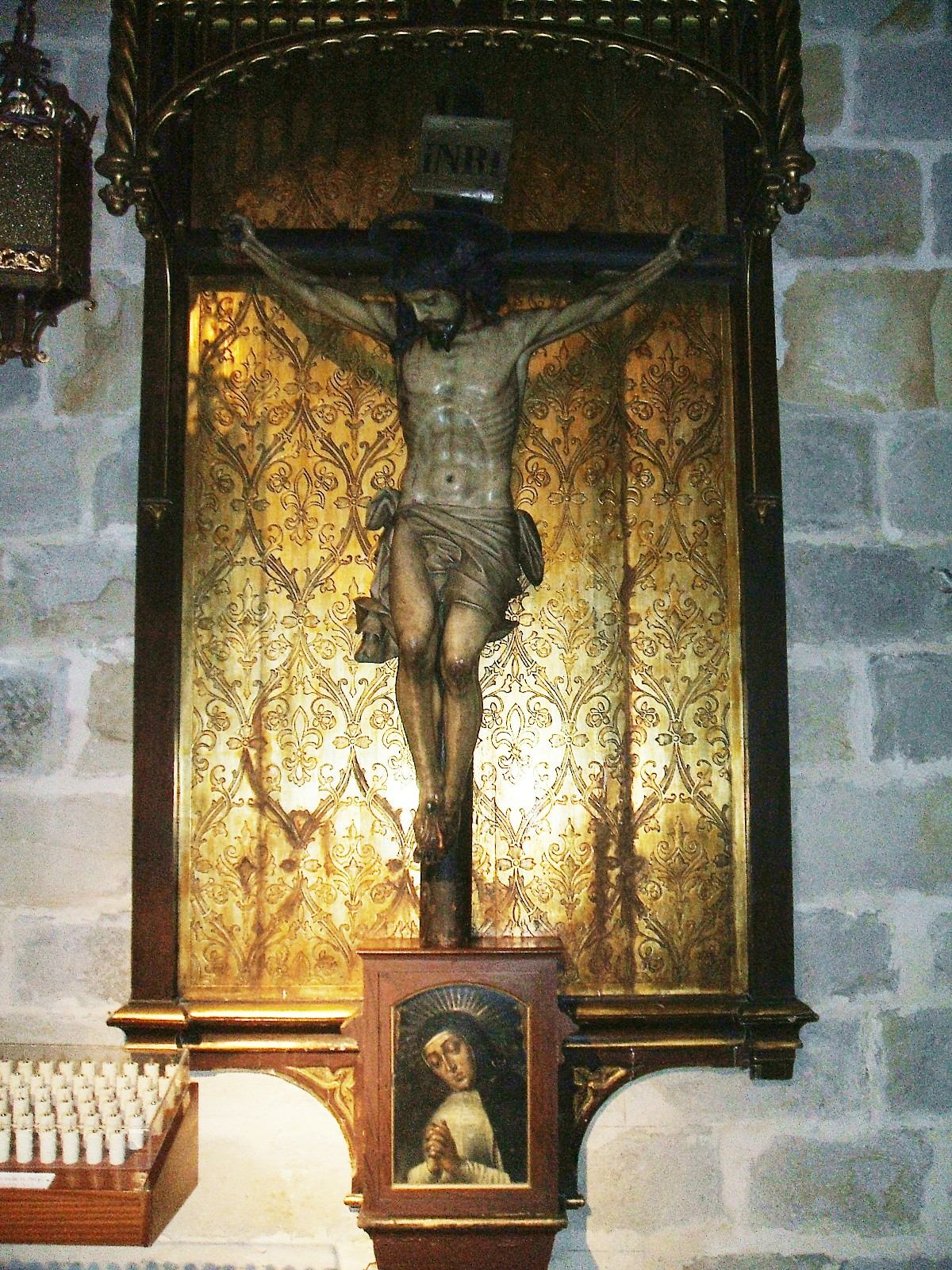
Cristo Crucificado.
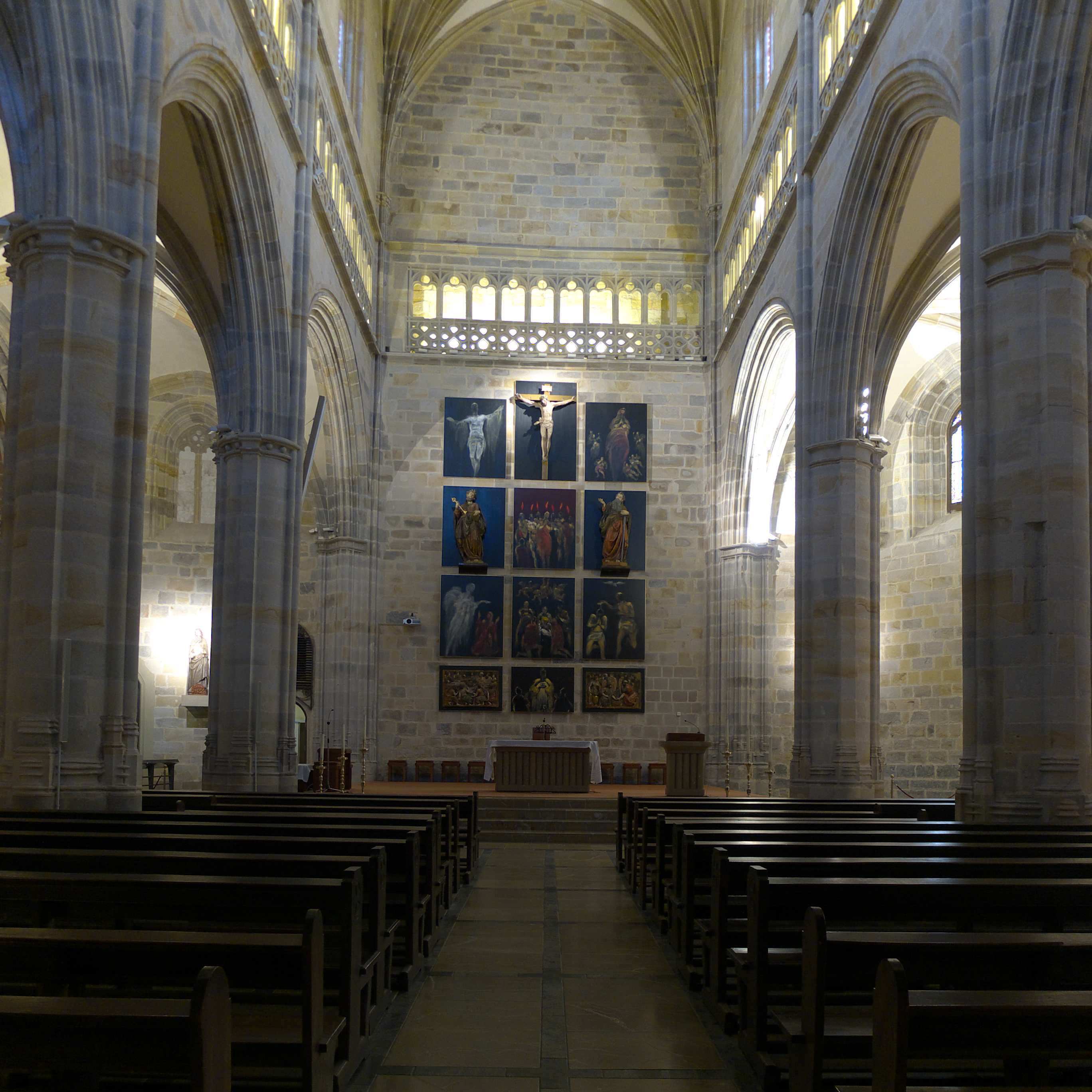
Nave central
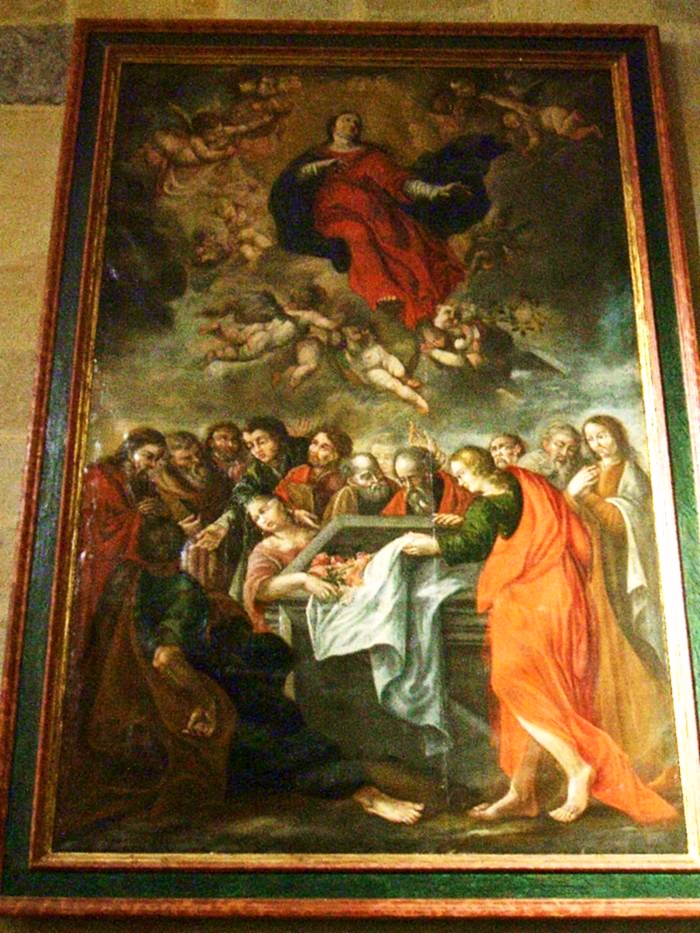
Cuadro 'La Asunción de la Virgen'.